# Schwedische Eishockeymeisterschaft 1945
Die Saison 1945 war die 23. Austragung der schwedischen Eishockeymeisterschaft. Meister wurde zum insgesamt siebten Mal in der Vereinsgeschichte Hammarby IF.

## Meisterschaft

### Erste Qualifikationsrunde
- Åkers IF – Stallarholmens AIF 7:1
- Södertälje IF – IFK Tumba 7:4
- Strands IF – IK Warpen 8:3
- IK Huge – Gefle IF 8:7
- Uddens IF – IF Fellows 1:4
- IF Göta Karlstad – Forshaga IF 9:0
- Sandvikens IF – Strömsbro IF 7:2
- BK Forward – IF Eyra 2:2/6:4
- Atlas Diesels IF – Stockholms IF 6:3
- Karlbergs BK – Reymersholms IK 4:0
- AIK Solna – IFK Lidingö 10:1
- Tranebergs IF – Årsta SK 4:3
- Västerås SK – IF Aros 5:3
- Skuru IK – IFK Stockholm 0:6

### Zweite Qualifikationsrunde
- Skellefteå IF – IFK Nyland 4:3
- Wifsta/Östrands IF – Strands IF 4:3
- Sörhaga IK – IF Fellows 4:3
- IFK Mariefred – Åkers IF 7:2
- Brynäs IF – IK Huge 4:5
- Mora IK – Sandvikens IF 6:5
- IF Göta Karlstad – BK Forward 4:0
- Västerås IK – Västerås SK 3:5
- UoIF Matteuspojkarna – Södertälje IF 9:3
- Tranebergs IF – Atlas Diesels IF 5:3
- IFK Stockholm – Karlbergs BK 0:3
- IF Vesta – AIK Solna (W)

### Achtelfinale
- Hammarby IF – Västerås SK 10:3
- Wifsta/Östrands IF – Skellefteå IF 6:4
- IK Göta – Nacka SK 3:2
- Karlbergs BK – Mora IK 6:2
- Södertälje SK – Tranebergs IF 10:2
- UoIF Matteuspojkarna – IFK Mariefred 6:3
- AIK Solna – IK Huge 18:3
- IF Göta Karlstad – Sörhaga IK 8:1

### Viertelfinale
- Hammarby IF – Wifsta/Östrands IF 6:0
- IK Göta – Karlbergs BK 4:3
- Södertälje SK – UoIF Matteuspojkarna 3:0
- AIK Solna – IF Göta Karlstad 17:0

### Halbfinale
- Hammarby IF – IK Göta 4:3 n. V.
- Södertälje SK – AIK Solna 6:3 n. V.

### Finale
- Hammarby IF – Södertälje SK 3:2 n. V.